# Френк Борзейгі
Френк Борзе́йгі (англ. Frank Borzage; 23 квітня 1894, Солт-Лейк-Сіті — 19 червня 1962, Голлівуд) — американський кінорежисер та актор, двічі лауреат премії «Оскар» (1929, 1932).

## Життєпис
Френк Борзейгі почав працювати в Голлівуді як актор вже у 1912 році. Початок режисерської творчості Френка Борзейгі не заслуговує на серйозну увагу. Тільки познайомившись з новатором кіно Фрідріхом Мурнау та подивившись його фільми, Френк Борзейгі зрозумів, чого не вистачає його творам. Пропорції світла та тіні у кадрі, костюми та декорації, рухи акторів — всі ці елементи у фільмах Френка Борзейгі демонструють виразний вплив Мурнау. Кінопремія «Оскар», проведена вперше у 1929 році, стала тріумфальної для фільму Мурнау, що переміг як найкращий фільм та Френка Борзейгі, що став найкращим режисером драматичного фільму за свою роботу над стрічкою «Сьоме небо». Ця нагорода академії не єдина в колекції Френка Борзейгі, у 1932 році його знову назвали найкращим режисером за фільм «Погана дівчинка».
Початок сорокових років став початком спаду слави Френка Борзейгі — його фільми ставало все важче дивитися, з'явилися нові герої. Френк з'являвся в кіно спорадично, працюючи в основному над фільмами з релігійною тематикою («Дивний вантаж», «Великий рибалка»).
У 1962 році Френк Борзейгі помер від раку в своєму каліфорнійському будинку.
За внесок у кіно, Френк Борзейгі був удостоєний зірки на Голлівудській Алеї Слави.

## Фільмографія
- 1918 — Атом / The Atom
- 1927 — Сьоме небо / Seventh Heaven
- 1928 — Вуличний ангел / Street Angel
- 1932 — Прощавай, зброє / A Farewell to Arms
- 1933 — Секрети / Secrets
- 1934 — Доріжка флірту / Flirtation Walk
- 1936 — Бажання / Desire